# Kiso (bourg)
Pour les articles homonymes, voir Kiso (homonymie).
Ne doit pas être confondu avec Kiso (village).
Kiso (木曽町, Kiso-machi) est un bourg du district de Kiso, dans la préfecture de Nagano au Japon.

## Géographie

### Démographie
Au 1er juin 2016, la population s'élevait à 11 629 habitants répartis sur une superficie de 476,03 km2.

## Histoire
La création du bourg de Kiso date de 2005, après la fusion du bourg de Kisofukushima avec les villages de Mitake, Hiyoshi et Kaida.

## Transports
Le bourg de Kiso est desservi par la ligne principale Chūō de la JR Central.